# Stožec (miejscowość)
Stožec (niem. Tusset) – wieś gminna w południowych Czechach, w powiecie Prachatice, na Szumawie, nad Zimną Wełtawą (Studená Vltava, Kalte Moldau).

## Historia
Pierwsza wzmianka o miejscowości pochodzi z 1769, choć powstała prawdopodobnie w XVI wieku. W otoczonej lasami, należącymi do państwa Schwarzenbergów, osadzie mieszkali wówczas głównie robotnicy leśni. W 1850 doszło tutaj do bitwy kłusowników ze personelem leśnym  - kilkadziesiąt osób zaatakowało wieś i przez dłuższy czas oblegało hotel Pstruh, w którym schronili się pracownicy; bitwa pociągnęła ofiary śmiertelne po obu stronach. W 1869 Stožec miał (z okolicznymi osadami) 2654 mieszkańców, a w roku 1900 mieszkało w nim 2733 osób. Od 1855 działała książęca fabryka drewna Tusset - Fabrik - Resonanzholz, która działała jeszcze w okresie międzywojennym.
Znaczenie miejscowości wzrosło w 1910, kiedy doprowadzano tutaj linię kolejową kkStB z Czeskich Budziejowic (niem. Vereinigte Böhmerwald-Lokalbahnen, czes. Sdružené pošumavské místní dráhy) do granicy z Bawarią i dalej do Pasawy. W 1930 Stožec wraz z okolicznymi osadami miał rekordową w swojej historii liczbę mieszkańców - spis wykazał 2811 osób. W 1938 wraz z resztą Kraju Sudetów został przyłączony do III Rzeszy.
Po II wojnie światowej nastąpiło gwałtowne zatrzymanie rozwoju wsi - po wysiedleniu miejscowych Niemców liczba mieszkańców spadła do 599 w 1950. W dobie komunistycznej Czechosłowacji za Stožcem zaczynała się zamknięta strefa nadgraniczna. Od 1977 na miejscowym dworcu kończyły swój bieg pociągi osobowe, a torami do granicy (dawna osada Nové Údolí) poruszały się, pod czujną kontrolą służb granicznych, wyłącznie składy z drewnem.
Obostrzenia dotyczące bliskości granicy sprawiły, że w kolejnych dekadach liczba osób mieszkańców nadal spadała: w 1961 żyło w niej 378, w 1970 254, a w 1980 tylko 213 osób.

## Współczesność
Po upadku komunizmu Stožec ponownie zaczął się rozwijać, choć obecnie mieszka w nim jedynie 211 ludzi. Jest jednak jednym z centrów turystycznych Szumawskiego Parku Narodowego. Do miejscowości można dostać się samochodem, autobusem i koleją - w 1990 ponownie uruchomiono połączenie pasażerskie do granicy z Niemcami.
W miejscowości znajduje się poczta, szkoła, mała elektrownia wodna oraz oczyszczalnia ścieków, z kolei turystów przyciągają piesze i rowerowe szlaki turystyczne, działa również kilka obiektów noclegowych i gastronomicznych.

## Atrakcje turystyczne

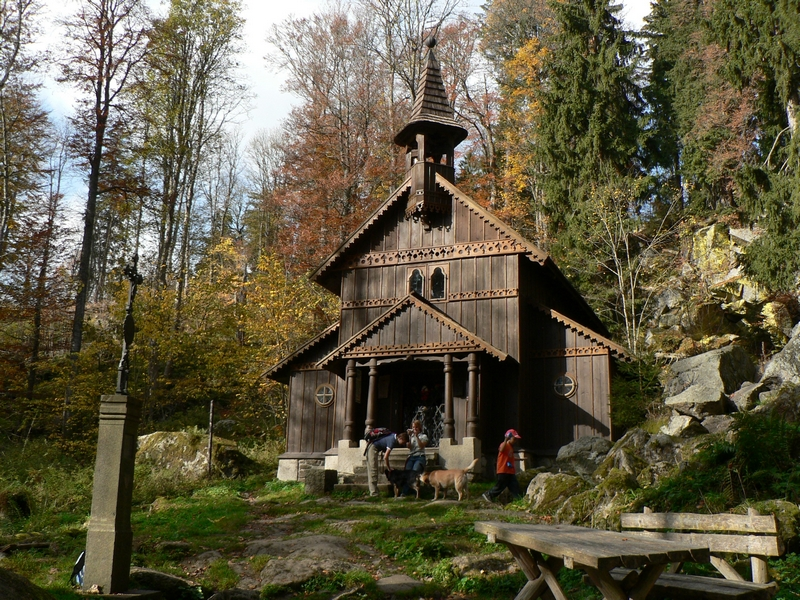
Kaplica Maryi Panny

- Kaplica Maryi Panny (Kaple Panny Marie, Stožecká kaple, niem. Tussetkapelle) - drewniana kaplica położona na górze Stožec (Tussetberg, 1065 m n.p.m.). Pierwsza kaplica stanęła w tym miejscu w 1791, w 1804 została przebudowana, potem kolejny raz w latach 60. XIX wieku. Znajdujący się w niej obraz jak i pobliskie źródełko przyciągało w sierpniu tysiące pielgrzymów z Czech i Bawarii. Po II wojnie światowej popadła w ruinę w całkowitą ruinę - została odbudowana dopiero w latach 1988–1989. W 1985 w bawarskiej wsi Philippsreut dzięki dawnym niemieckim mieszkańcom Stožca stanęła jej wierna kopia, z oryginalnym ołtarzem ze starego kościoła.
- Stožecká skála (976 m n.p.m.) z punktem widokowym i ruinami zamku z XIII wieku. Zamek, o którego historii niewiele wiadomo, został opuszczony już w XVI wieku.

## Podział administracyjny gminy
Gmina składa się z trzech zamieszkałych osad - České Žleby (Böhmisch Röhren), Dobrá (Guthausen) i Stožec (Tusset). Oprócz nich w gminie znajdują się obręby ewidencyjne Černý Kříž (Schwarzes Kreuz), Horní Cazov (Oberzassau), Nové Údolí (Neuthal), Radvanovice (Schillerberg) oraz obecnie niewyodrębnione
Brod (Grasfurth), Dolní Cazov (Unterzassau), Krásná Hora (Schönberg), Ovesná (Haberdorf) i Smolná Pec (Pechofen). W przeszłości były to samodzielne miejscowości, z których po 1945 wysiedlono wszystkich mieszkańców i współcześnie nie są zamieszkałe, najczęściej nie posiadają również dawnej zabudowy.